# GNOME VFS
GnomeVFS es la abreviatura de GNOME Virtual File System (Sistema de ficheros virtual). Proporciona una capa de abstracción para la lectura, escritura y ejecución de ficheros. Lo utilizan principalmente el navegador de ficheros Nautilus y otras aplicaciones GNOME anteriores a GNOME 2.22.
Un motivo de confusión es que la abstracción del sistema de archivos del núcleo Linux también se llama capa virtual file system (VFS). Sin embargo, esta se encuentra a más bajo nivel.
Existe un reemplazo llamado GVFS, actualmente en desarrollo, que también permite montar particiones a través de FUSE.
En abril de 2008, el proyecto GNOME declaró a GnomeVFS obsoleto en favor de GVFS y GIO, solicitando que los desarrolladores no lo usaran en nuevas aplicaciones.